# Filmografia e prêmios de Luiz Fernando Carvalho
Esta é a lista completa de obras, prêmios e indicações do diretor Luiz Fernando Carvalho.

## Filmografia

### Cinema
| Ano  | Título                         | Crédito                        | Notas                                                                                   |
| ---- | ------------------------------ | ------------------------------ | --------------------------------------------------------------------------------------- |
| 1986 | A Espera                       | Diretor e Roterista            | Curta-metragem adaptado do livro "Fragmentos de um Discurso Amoroso", de Roland Barthes |
| 1998 | Que Teus Olhos Sejam Atendidos | Diretor                        | Documentário                                                                            |
| 2001 | Lavoura Arcaica                | Diretor, Roteirista e Montador | Longa-metragem adaptado do romance homônimo de Raduan Nassar                            |
| 2020 | A Paixão Segundo G.H.          | Diretor e Roteirista           | Longa-metragem adaptado do romance homônimo de Clarice Lispector                        |

### Televisão
| Ano  | Título                               | Crédito                       | Notas |
| ---- | ------------------------------------ | ----------------------------- | --- |
| 1985 | Grande Sertão: Veredas               | Assistente de direção         | Baseado na obra homônima de Guimarães Rosa |
| 1990 | Riacho Doce                          | Diretor                       | Baseado na obra homônima de José Lins do Rego |
| 2001 | Os Maias                             | Diretor                       | Baseado no romance homônimo de Eça de Queiroz |
| 2005 | Hoje é Dia de Maria                  | Criador, Diretor e Roteirista | Baseado nas pesquisas de Mário de Andrade, Câmara Cascudo e Silvio Romero; Co-roteirista Luis Alberto de Abreu                                                 |
| 2005 | Hoje É Dia de Maria: Segunda Jornada | Criador, Diretor e Roteirista | Baseado nas pesquisas de Mário de Andrade, Câmara Cascudo e Silvio Romero; Co-roteirista Luis Alberto de Abreu                                                 |
| 2007 | A Pedra do Reino                     | Diretor e Roteirista          | Baseado na obra O Romance d'A Pedra do Reino e o Príncipe do Sangue do Vai-e-Volta, de Ariano Suassuna; Co-roteiristas Braulio Tavares e Luis Alberto de Abreu |
| 2008 | Capitu                               | Diretor e Roteirista          | Baseado na obra Dom Casmurro de Machado de Assis |
| 2010 | Afinal, o Que Querem as Mulheres?    | Criador, Diretor e Roteirista | Inspirado na pergunta de Sigmund Freud; Co-roteiristas J.P. Cuenca e Michel Melamed                                                                            |
| 2012 | Suburbia                             | Criador, Diretor e Roteirista | Co-roteirista Paulo Lins |
| 2013 | Correio Feminino                     | Criador e Diretor             | A partir de crônicas de Clarice Lispector |
| 2017 | Dois Irmãos                          | Diretor                       | Baseado no romance homônimo de Milton Hatoum |

| Ano  | Título                | Crédito | Notas                                           |
| ---- | --------------------- | ------- | ----------------------------------------------- |
| 1987 | Helena                | Diretor | Baseada no romance homônimo de Machado de Assis |
| 1987 | Carmen                | Diretor | Escrita por Glória Perez                        |
| 1988 | Vida Nova             | Diretor | Escrita por Benedito Ruy Barbosa                |
| 1989 | Tieta                 | Diretor | Baseada no romance de Jorge Amado               |
| 1992 | Pedra sobre Pedra     | Diretor | Escrita por Aguinaldo Silva                     |
| 1993 | Renascer              | Diretor | Escrita por Benedito Ruy Barbosa                |
| 1995 | Irmãos Coragem        | Diretor | Remake da novela de Janete Clair                |
| 1996 | O Rei do Gado         | Diretor | Escrita por Benedito Ruy Barbosa                |
| 2002 | Esperança             | Diretor | Escrita por Benedito Ruy Barbosa                |
| 2014 | Meu Pedacinho de Chão | Diretor | Escrita por Benedito Ruy Barbosa                |
| 2016 | Velho Chico           | Diretor | Escrita por Benedito Ruy Barbosa e Bruno Luperi |

| Ano  | Título                        | Crédito | Notas                                       |
| ---- | ----------------------------- | ------- | ------------------------------------------- |
| 1990 | Chitãozinho e Xororó Especial | Diretor | Programa Musical                            |
| 1991 | Os Homens Querem Paz          | Diretor | Telefilme                                   |
| 1994 | Uma Mulher Vestida de Sol     | Diretor | Baseado na obra homônima de Ariano Suassuna |
| 1995 | A Farsa da Boa Preguiça       | Diretor | Baseado na obra homônima de Ariano Suassuna |
| 2013 | Alexandre e Outros Heróis     | Diretor | Baseado em contos de Graciliano Ramos       |

## Prêmios e indicações
| Ano       | Obra                         | Prêmio                                                        | Categoria                                 | Resultado |
| --------- | ---------------------------- | ------------------------------------------------------------- | ----------------------------------------- | --------- |
| 1986      | A Espera                     | 13º Festival de Gramado                                       | Melhor Curta-Metragem                     | Venceu    |
| 1986      | A Espera                     | Festival Internacional de Cinema de San Sebastián             | Concha de Oro                             | Venceu    |
| 1986      | A Espera                     | Festival de Ste Therèse (Canadá)                              | Prêmio Especial do Júri                   | Venceu    |
| 1991      | Os Homens Querem Paz         | New York Television Festival                                  | Best telefilm                             | Indicado  |
| 1993      | Auto de Nossa Senhora da Luz | Emmy Internacional 1993                                       | Best TV series                            | Indicado  |
| 2001/2002 | Lavoura Arcaica              | Festival de Cinema Mundial de Montreal                        | Melhor Contribuição Artística             | Venceu    |
| 2001/2002 | Lavoura Arcaica              | Festival de Biarritz                                          | Prêmio Especial do Júri                   | Venceu    |
| 2001/2002 | Lavoura Arcaica              | Festival do Rio                                               | Prêmio Ministério da Cultura              | Venceu    |
| 2001/2002 | Lavoura Arcaica              | Mostra Internacional de Cinema de São Paulo                   | Prêmio de Melhor Filme Júri Popular       | Venceu    |
| 2001/2002 | Lavoura Arcaica              | Festival de Cinema de Brasília                                | Melhor Filme                              | Venceu    |
| 2001/2002 | Lavoura Arcaica              | Festival de Cinema de Havana                                  | Prêmio Especial do Júri                   | Venceu    |
| 2001/2002 | Lavoura Arcaica              | Festival de Cinema de Tiradentes                              | Melhor Filme Júri Popular                 | Venceu    |
| 2001/2002 | Lavoura Arcaica              | Festival de Cinema de Santo Domingo                           | Melhor Filme                              | Venceu    |
| 2001/2002 | Lavoura Arcaica              | Festival de Cinema de Cartagena                               | Melhor Filme e Melhor Diretor             | Venceu    |
| 2001/2002 | Lavoura Arcaica              | Festival Internacional de Cinema de Guadalajara               | Melhor Filme e Melhor Diretor             | Venceu    |
| 2001/2002 | Lavoura Arcaica              | Prêmio SESC São Paulo                                         | Melhor Filme e Melhor Filme da Crítica    | Venceu    |
| 2001/2002 | Lavoura Arcaica              | Festival de Cinema de Lleida                                  | Melhor Roteiro                            | Venceu    |
| 2001/2002 | Lavoura Arcaica              | Festival Internacional de Cinema Independente de Buenos Aires | Melhor Filme do Júri Popular              | Venceu    |
| 2001/2002 | Lavoura Arcaica              | L.A. Latino International Film Festival                       | Melhor Diretor                            | Venceu    |
| 2001/2002 | Lavoura Arcaica              | Encuentro Latinoamericano de Cine                             | Medalha Fellini e Melhor Filme            | Venceu    |
| 2001/2002 | Lavoura Arcaica              | Grande Prêmio BR do Cinema Brasileiro                         | Melhor Filme e Melhor Diretor             | Indicado  |
| 2001/2002 | Lavoura Arcaica              | International Film Camera Festival “Manaki Brothers”          | Melhor Filme                              | Venceu    |
| 2001/2002 | Lavoura Arcaica              | Festival Internacional de Cinema de Valdivia                  | Melhor Longa-metragem                     | Venceu    |
| 2001/2002 | Lavoura Arcaica              | Festival de Cine Latinoamericano de Trieste                   | Melhor Filme                              | Venceu    |
| 2001/2002 | Lavoura Arcaica              | Belfort International Film Festival                           | Melhor Filme - Prêmio do Público          | Venceu    |
| 2001/2002 | Lavoura Arcaica              | Festival de Cinema de Santa Maria da Feira                    | Melhor Filme do Júri Popular e da Crítica | Venceu    |
| 2005/2006 | Hoje é Dia de Maria          | Prêmio APCA                                                   | Grande Prêmio da Crítica                  | Venceu    |
| 2005/2006 | Hoje é Dia de Maria          | Prêmio Qualidade Brasil                                       | Melhor Diretor de Teledramaturgia         | Venceu    |
| 2005/2006 | Hoje é Dia de Maria          | Prêmio Contigo!                                               | Melhor Diretor                            | Venceu    |
| 2005/2006 | Hoje é Dia de Maria          | Emmy Internacional 2005                                       | Best TV series                            | Indicado  |
| 2005/2006 | Hoje é Dia de Maria          | Festival Banff                                                | Hors Concours                             | Venceu    |
| 2005/2006 | Hoje é Dia de Maria          | Input International Board Taipei                              | Hors Concours                             | Venceu    |
| 2008      | Capitu                       | Prêmio APCA                                                   | Grande Prêmio da Crítica                  | Venceu    |
| 2008      | Capitu                       | Creative Review                                               | Best in book e Design and Art Director    | Venceu    |
| 2013      | Alexandre e Outros Heróis    | Emmy Internacional 2014                                       | Best telefilm                             | Indicado  |
| 2014      | Meu Pedacinho de Chão        | Prêmio Contigo                                                | Melhor Diretor                            | Venceu    |
| 2014      | Meu Pedacinho de Chão        | Prêmio APCA                                                   | Melhor Diretor                            | Indicado  |
| 2016/2017 | Velho Chico                  | Prêmio Cariocas do Ano - Veja Rio                             | Televisão                                 | Venceu    |
| 2016/2017 | Velho Chico                  | Prêmio APCA                                                   | Televisão                                 | Venceu    |
| 2016/2017 | Velho Chico                  | Prêmio Bravo                                                  | Artista do Ano                            | Venceu    |
| 2016/2017 | Velho Chico                  | Emmy Internacional 2017                                       | Best Telenovela                           | Indicado  |
| 2017      | Dois Irmãos                  | Prêmio APCA                                                   | Melhor Diretor                            | Venceu    |